# Dead End (banda)
Dead End (estilizado como DEAD END) é uma banda japonesa de heavy metal e hard rock formada em Tóquio em 1984. Foram uma das poucas bandas de metal japonesas que tiveram reconhecimento internacional nos Estados Unidos durante os anos 80. A banda separou-se em 1990 e reuniu-se em 2009 depois de quase duas décadas.
Embora tenham alcançado um sucesso comercial limitado no Japão, o Dead End teve um impacto significativo na cena do rock japonês, influenciando vários músicos da cena visual kei ou relacionadas na década de 1990.

## História

### 1984–1990: Formação e separação
"O nome Dead End para nós implicava que seriamos os últimos de algo. Nada como nós viria atrás de nós, realmente o fim, definitivo."

 —Morrie, sobre o nome da banda
O Dead End foi formado em dezembro de 1984 pelo vocalista Morrie, pelo guitarrista Takahiro (ambos anteriormente na banda Liar) o baixista Crazy Cool Joe da banda Rajas, e o baterista Tano do Terra Rosa. Fizeram seu primeiro show em março de 1985, no Osaka Bourbon House com um público de quase 500 pessoas.
Em 1986, embarcaram em uma turnê nacional chamada Dademonium Break Tour '86 Vol.1. No fim da turnê, o guitarrista Takahiro saiu e foi substituído por You do Terra Rosa. Em junho eles lançaram seus primeiros discos, os singles "Replica" e "Worst Song", pelo selo independente Night Gallery. Seguiram com o álbum de estreia Dead Line em 30 de junho, que vendeu 20.000 cópias, um feito raro para uma banda comum que ainda não assinou com uma grande gravadora. A capa do álbum mostra ser uma homenagem a Iron Maiden. Para comemorar o lançamento, Dead End tocou novamente no Osaka Bourbon House, desta vez com um público de 800 pessoas.
Em 1987, o baterista Tano deixou a banda devido a problemas de saúde, pouco antes de Dead End assinar com a gravadora Victor Entertainment. Ele foi substituído por Masafumi Minato, do Saber Tiger, após uma audição realizada em maio, completando a formação clássica da banda que permaneceu até a separação. Em 8 de setembro, a banda lançou seu álbum de maior sucesso na Oricon, Ghost of Romance, que alcançou o 14º lugar na parada. No final do ano o Dead End assinou com o selo americano Metal Blade Records para o lançamento deste álbum nos Estados Unidos e seu próximo álbum. Ghost of Romance foi lançado em dezembro nos EUA e, embora não tenha entrado nas paradas, recebeu uma crítica muito boa da revista Kerrang!.
Em 21 de maio de 1988, o Dead End lançou seu terceiro álbum, Shambara, seguido por seu primeiro single em uma grande gravadora "Blue Vices" em dezembro. No mesmo mês, Psychoscape, um álbum ao vivo de seu show em 24 de setembro no Shibuya Public Hall, foi lançado. Shambara foi lançado nos Estados Unidos em 1º de setembro e, como o álbum anterior, não alcançou grande sucesso lá, mas recebeu boas críticas. Apesar dos videoclipes de "Danse Macabre" e "Blue Vices" irem ao ar no programa da MTV Headbangers Ball, e suas músicas serem ocasionalmente tocadas em rádios de rock, Morrie afirma que "isto simplesmente aconteceu" e ele "não estava ciente da repercussão nos Estados Unidos naquela época".
O ano de 1989 começou com a banda assinando com a grande gravadora BMG Japan e logo foram para Londres na Inglaterra para escrever músicas e gravar videoclipes até maio. Nessa época, seu estilo mudou, com a música tornando-se mais suave do que seus lançamentos anteriores. Em 9 de julho, o Dead End realizou um show em Shinjuku chamado Standing Convention Gig, onde diversas músicas novas foram tocadas. Nesse mesmo mês, seu segundo single major "So Sweet So Lonely" foi lançado. Em 21 de setembro eles lançaram seu quarto álbum Zero. Em outubro embarcaram numa turnê em clubes e em meados de novembro em uma turnê em salas de concertos. Foi neste ano que eles começaram a ter grande sucesso e promoção na TV. No final do ano a banda lançou seu segundo álbum ao vivo, Hyperd, gravado em seu show no Hibiya Open-Air Concert Hall.
Após um show no Nakano Sun Plaza em 21 de janeiro de 1990, Minato deixou o grupo. Em 21 de abril, o single "Good Morning Satellite" foi lançado, e em 21 de julho um álbum ao vivo homônimo gravado em seu último show foi lançado. Após a saída do baterista, Morrie e You consequentemente começaram carreira solo e o Dead End parou as atividades, no entanto nunca houve um comunicado oficial da dissolução da banda.

### 2009–2015: Reunião
Em 3 de julho de 2009, depois de quase 20 anos separados, o Dead End anunciou que se reuniria em 15 de agosto no show Jack in the Box 2009 Summer no Makuhari Messe. Em 1 de outubro, um novo álbum intitulado Metamorphosis foi anunciado para lançamento em 11 de novembro pela Danger Crue Records. Também foi lançado um lançamento remasterizado de Dead Line, lançamentos em SHM-CD de Ghost of Romance e Shambara, e remasterizações de Zero e Dead End em CDs Blu-spec em dezembro, todos com faixas bônus.  Apresentaram shows com ingressos esgotados em 17 de novembro no Osaka Big Cat e 20 de novembro no Shibuya-AX, dos quais Minato optou por não participar. Mais tarde, ele deixou de participar da reunião por completo, e Shinya Yamada (do Luna Sea) participou como o baterista suporte antes de Kei Yamazaki (Venomstrip) assumir o papel.
Em 20 de março de 2010, o Dead End se apresentou no segundo dia do show intitulado Legend of Rock May Kan, no JCB Hall, junto com D'erlanger e 44 Magnum. Dois dias depois, eles se apresentaram no show Third Devour no Namba Hatch em Osaka, o terceiro de uma série de concertos chamada Four Wizards Night-Crawling, acompanhada por Gastunk, Pay Money to My Pain e Cocobat. Em agosto, eles se apresentaram no Rock in Japan Festival 2010 no Hitachi Seaside Park e no Jack in the Box Summer 2010. 
Em 2011, de 22 de janeiro a 8 de fevereiro, o Dead End acompanhou o Acid Black Cherry em uma turnê nas casas de show Zepp. Em 8 de agosto, eles realizaram um show beneficente intitulado Fourth Devour no Shibuya O-East, onde também se apresentou o Pay Money to My Pain e Lynch. Todos os lucros foram doados às vítimas do terremoto e tsunami Tōhoku em 2011. Em outubro, realizaram uma turnê de três datas chamada Death Ace 2011, com o show final em Shibuya O-West em 13 de outubro sendo transmitido ao vivo para o mundo inteiro via Ustream.   Em 23 de outubro, eles se apresentaram no V-Rock Festival '11, realizado no Saitama Super Arena. Em 9 de novembro, Dead End lançou seu primeiro single em mais de vinte anos, "Conception", o primeiro de uma série de três meses de lançamentos consecutivos. O segundo single "Final Feast" foi lançado em 14 de dezembro, e o terceiro "Yume Oni Uta" em 11 de janeiro de 2012. No dia do lançamento do terceiro, Dead End anunciou que seu sexto álbum de estúdio Dream Demon Analyzer seria lançado em março e que a banda faria uma turnê nacional, que terminou em 2 de maio no Akasaka Blitz. Em 16 de setembro, a banda realizou um show intitulado Kaosmoscape no Shibuya Public Hall para comemorar o 25º aniversário de sua estreia em uma grande gravadora. Uma álbum ao vivo do show foi lançado em 12 de dezembro de 2012. 
Um álbum de tributo à banda, intitulado Dead End Tribute - Song of Lunatics -, foi lançado em 4 de setembro de 2013. Conta com a participação de diversos artistas conhecidos, incluindo Kiyoharu e Hitoki de Kuroyume, Hyde e Tetsuya de L'Arc~en~Ciel, Sugizo, Ryuichi e Shinya de Luna Sea, Yasu com membros de Janne Da Arc, Baki de Gastunk, Marty Friedman, membros do Dir en grey, La'cryma Christi, Versailles, Boris e muitos mais. O álbum teve um bom desempenho, alcançando a décima posição na Billboard Japan e a décima primeira na Oricon Albums Chart. Em 2014, Dead End se apresentou no exterior pela primeira vez no Japan Music Fest em 6 de julho no teatro Olympia em Paris, França. No ano seguinte, eles se apresentaram na primeira noite do Lunatic Fest de Luna Sea em 28 de junho de 2015 e embarcaram em sua turnê Witch Hunt Tour 2015. 

### 2019–presente: Morte de You
Então inativo por alguns anos, Morrie disse que as atividades do Dead End dependiam da presença de You, e o guitarrista confirmou o fato em 2019. Em março de 2019, You disse que queria fazer um álbum solo acústico antes de voltar a trabalhar com o Dead End. Quando este álbum foi lançado em março de 2020, You declarou que o Dead End iria recomeçar, e que ele passaria os próximos três meses escrevendo canções para a banda. No entanto, o Dead End anunciou em 19 de junho de 2020 que You morreu de sepse em 16 de junho, aos 56 anos.

## Estilo musical
Dead End, tanto na mídia local quanto na ocidental, era visto como uma banda de metal atípica cuja música é difícil de categorizar. Eduardo Rivadavia do AllMusic escreveu que eles são uma "banda japonesa prototípica de heavy metal melódico". Nos anos 80 a revista Kerrang! em uma crítica ao álbum Shambara descreveu a música da banda como semelhante as bandas inglesas The Mission e The Cult, cujo estilo segue o hard rock, rock gótico e pós-punk. O estilo vocal de Morrie foi descrito como um intermediário entre Graham Bonnet e Wayne Hussey. 
No ano anterior à separação, o estilo de Dead End mudou, com a música sendo mais suave e pop do que seus lançamentos anteriores. Morrie não pensa em Dead End como uma banda de metal, embora seja o oposto da mídia.   Quando questionados se "existe uma única música que melhor apresenta a alma de Dead End?" You disse que pensou em algumas canções, mas não acha que exista uma música que represente totalmente o Dead End, enquanto para Morrie é "Song of a Lunatic", que "é um olhar para o abismo, a parte de trás da minha cabeça." 
A maior parte das canções da banda é escrita por You, seguido por Morrie e depois Takahiro, que escreveu sete das oito canções do primeiro álbum. Morrie é responsável por todas as letras, que são principalmente em japonês com algumas linhas em inglês. Ele contribuiu com três músicas no segundo álbum, e quatro (duas com o produtor da banda Hajime Okano) no quarto álbum. Joe compôs uma música em cada um dos três primeiros álbuns, e todos elas mostram bem o baixo. A banda geralmente não discute suas idéias sobre som e estilo, mas Morrie diz, "nós individualmente fazemos o que queremos com base nas músicas que You cria, mesmo que isso destrua o conceito original da música."  Em relação à música e letras da banda, Morrie as descreveu como explosivas e aparentes, como um tipo de incentivo a uma pulsão de morte.

## Influência
Dead End teve um impacto significativo na cena do rock japonês, influenciando vários músicos, ou relacionados, a cena visual kei em desenvolvimento na década de 1990 incluindo; Sugizo, que em seu álbum Ai to Chōwa fez um cover de "So Sweet So Lonely" em tributo a You, e Shinya de Luna Sea, Tetsuya e Sakura de L'Arc-en-Ciel, (este último sendo um roadie do Dead End no final dos anos 1980) Hiro de La'cryma Christi, Yuana de Kagerou, e Hitoki de Kuroyume. Morrie também inspirou a aparência visual e estilos vocais ásperos de Ryuichi de Luna Sea,  Hyde de L'Arc-en-Ciel, Yasu de Janne Da Arc e Acid Black Cherry, Kiyoharu de Kuroyume, e Aki de Laputa. Dead End também inspirou bandas modernas, como Esprit D'Air, que lançou um cover de "Serafine" como single em 2018. Além disso, Yoshiki do X Japan na década de 1990 expressou admiração pelo estilo do baterista do Dead End, Minato.
A maneira de cantar de Morrie nos primeiros anos de Dead End foi influenciada por Ronnie James Dio, com quem ele "aprendeu a esmagar os tons agudos" e por Baki de Gastunk, que o "influenciou a estabelecer seu próprio estilo", levando Morrie a uma combinação de vocais limpos e distorcidos. No entanto, ele afirma que sua forma atual de cantar e estilo vocal são bem diferentes agora.

## Integrantes
- Motoyuki "Morrie" Ōtsuka (大塚基之) – vocais principais (1984–1990, 2009–presente; ex:The Wild, Liar, Creature Creature)
- Tadashi "Crazy Cool Joe" Masumoto (増本正志) – baixo, vocais de apoio (1984–1990, 2009–presente; ex:Rajas)

Ex integrantes
- Takahiro Kagawa (香川孝博) – guitarra (1984–1986; ex:Liar, The Willard)
- Masaaki Tano (田野勝啓) – bateria (1984–1987; ex:Terra Rosa)
- Yuji "You" Adachi (足立祐二) – guitarra (1986–1990, 2009–2020; ex:Jesus, Terra Rosa, Goatcore)
- Masafumi Minato (湊雅史) – bateria (1987–1990, 2009; ex:Saber Tiger)

Membros de suporte
- Shinya Yamada (山田真矢) – bateria (Luna Sea)
- Kei Yamazaki (山崎慶) – bateria (Venomstrip)
- Takeo Shimoda (下田武男) – bateria (Nuovo Immigrato)

## Discografia
Álbuns de estúdio
| Título               | Lançamento             | Gravadora         | Posição na Oricon | Notas                                                                                   |
| -------------------- | ---------------------- | ----------------- | ----------------- | --------------------------------------------------------------------------------------- |
| Dead Line            | 30 de junho de 1986    | Night Gallery     | -                 | Remasterizado e relançado em 11 de novembro de 2009 pela Danger Crue, n° 24 na Oricon   |
| Ghost of Romance     | 8 de setembro de 1987  | Victor Invitation | 14                | Remasterizado e relançado em 11 de novembro de 2009 pela Danger Crue, n° 79 na Oricon   |
| Shambara             | 21 de maio de 1988     | Victor Invitation | 29                | Remasterizado e relançado em 11 de novembro de 2009, n° 24 na Oricon                    |
| Zero                 | 21 de setembro de 1989 | BMG Victor        | 21                | Remasterizado e relançado em 23 de dezembro de 2009 pela Ariola Japan, n° 159 na Oricon |
| Metamorphosis        | 11 de novembro de 2009 | Danger Crue       | 14                | Primeiro álbum em vinte anos                                                            |
| Dream Demon Analyzer | 7 de março de 2012     | Avex Trax         | 23                | Alcançou a 17° posição na Billboard Japan Top Albums.                                   |

Álbum de tributo
- Dead End Tribute - Song of Lunatics - (4 de setembro de 2013)